# Arbigny-sous-Varennes
Arbigny-sous-Varennes – miejscowość i gmina we Francji, w regionie Grand Est, w departamencie Górna Marna.
Według danych na rok 1990 gminę zamieszkiwało 121 osób, a gęstość zaludnienia wynosiła 12 osób/km².